# Campeonato Europeu de Ciclismo em Pista – Perseguição por equipes feminino
O Campeonato da Europa de perseguição por equipas femininas é o campeonato da Europa da perseguição por equipas organizado anualmente pela União Europeia de Ciclismo no marco dos campeonatos da Europa de ciclismo em pista elites.

## Palmarés
| Ano  | Ouro                                                                                               | Prata | Bronze                                                                                            |
| ---- | -------------------------------------------------------------------------------------------------- | --- | ------------------------------------------------------------------------------------------------- |
| 2010 | Reino Unido · Katie Colclough · Wendy Houvenaghel · Laura Trott                                    | Lituânia · Vaida Pikauskaitė · Vilija Sereikaitė · Aušrinė Trebaitė                                                              | Alemanha · Lisa Brennauer · Verena Jooß · Madeleine Sandig                                        |
| 2011 | Reino Unido · Danielle King · Joanna Rowsell · Laura Trott                                         | Alemanha · Charlotte Becker · Lisa Brennauer · Madeleine Sandig                                                                  | Bielorrússia · Alena Dylko · Aksana Papko · Tatsiana Sharakova                                    |
| 2012 | Lituânia · Vaida Pikauskaitė · Vilija Sereikaitė · Aušrinė Trebaitė                                | Polónia · Katarzyna Pawłowska · Eugenia Bujak · Meułgorzata Wojtyra · Edyta Jasińska                                             | Bielorrússia · Alena Dylko · Aksana Papko · Tatsiana Sharakova                                    |
| 2013 | Reino Unido · Laura Trott · Joanna Rowsell · Danielle King · Elinor Barker · Katie Archibald       | Polónia · Katarzyna Pawłowska · Eugenia Bujak · Minhałgorzata Wojtyra · Edyta Jasińska                                           | Rússia · Aleksandra Chekina · Evgenia Romanyuta · Gulnaz Badykova · Maria Mishina                 |
| 2014 | Reino Unido · Katie Archibald · Elinor Barker · Ciara Horne · Laura Trott                          | Rússia · Tamara Balabolina · Irina Molicheva · Aleksandra Goncharova · Evgenia Romanyuta                                         | Itália · Simona Frapporti · Beatrice Bartelloni · Tatiana Guderzo · Silvia Valsecchi              |
| 2015 | Reino Unido · Laura Trott · Katie Archibald · Elinor Barker · Joanna Rowsell · Ciara Horne         | Rússia · Gulnaz Badykova · Tamara Balabolina · Aleksandra Chekina · Maria Savitskaya · Evgenia Romanyuta · Aleksandra Goncharova | Bielorrússia · Katsiaryna Piatrouskaya · Polina Pivavarava · Ina Savenka · Marina Shmayankova     |
| 2016 | Itália · Elisa Balsamo · Tatiana Guderzo · Simona Frapporti · Silvia Valsecchi · Francesca Pattaro | Polónia · Justyna Kaczkowska · Katarzyna Pawłowska · Daria Pikulik · Nikol Plosaj · Lucja Pietrzak                               | Reino Unido · Emily Kay · Dannielle Khan · Manon Lloyd · Emily Nelson                             |
| 2017 | Itália · Elisa Balsamo · Tatiana Guderzo · Letizia Paternoster · Silvia Valsecchi                  | Reino Unido · Katie Archibald · Elinor Barker · Manon Lloyd · Emily Kay · Eleanor Dickinson                                      | Polónia · Justyna Kaczkowska · Katarzyna Pawłowska · Daria Pikulik · Nikol Płosaj                 |
| 2018 | Reino Unido · Elinor Barker · Laura Kenny · Katie Archibald · Neah Evans · Eleanor Dickinson       | Itália · Letizia Paternoster · Marta Cavalli · Elisa Balsamo · Silvia Valsecchi                                                  | Alemanha · Charlotte Becker · Gudrun Stock · Mieke Kröger · Lisa Brennauer                        |
| 2019 | Reino Unido · Katie Archibald · Eleanor Dickinson · Neah Evans · Laura Kenny · Elinor Barker       | Alemanha · Franziska Brauße · Lisa Brennauer · Lisa Klein · Gudrun Stock · Mieke Kröger                                          | Itália · Martina Alzini · Elisa Balsamo · Vittoria Guazzini · Letizia Paternoster · Marta Cavalli |

## Quadro das medalhas
| Ordem | País         | Medalha de ouro | Medalha de prata | Medalha de bronze | Total |
| ----- | ------------ | --------------- | ---------------- | ----------------- | ----- |
| 1     | Reino Unido  | 7               | 1                | 1                 | 9     |
| 2     | Itália       | 2               | 1                | 2                 | 5     |
| 3     | Lituânia     | 1               | 1                | 0                 | 2     |
| 4     | Polónia      | 0               | 3                | 1                 | 4     |
| 5     | Alemanha     | 0               | 2                | 2                 | 4     |
| 6     | Rússia       | 0               | 2                | 1                 | 3     |
| 7     | Bielorrússia | 0               | 0                | 3                 | 3     |
| Total | Total        | 10              | 10               | 10                | 30    |